# Sándor Nemes
Sándor Nemes, noto in Austria come Alexander Neufeld (Budapest, 25 settembre 1899 – 27 ottobre 1977), è stato un calciatore e allenatore di calcio ungherese naturalizzato austriaco, di ruolo attaccante.

## Carriera
Nato a Budapest in una famiglia di origini ebraiche, cominciò la carriera nelle giovanili della compagine locale ILK. Nel 1916, in seguito allo scioglimento della sua squadra, passò al Ferencvaros. Lì venne pesto aggregato alla prima squadra, dove giocò inizialmente nel ruolo di centravanti e poi in quello di ala destra. Vi rimase per poco più di tre stagioni, raggiungendo per due volte il secondo posto in campionato alle spalle dell'MTK Budapest. In quegli anni ebbe anche occasione di disputare tre incontri con la maglia della Nazionale ungherese.
Nel 1919 si trasferì a Vienna a causa della difficile situazione politica del suo paese, come già stavano facendo molti suoi colleghi calciatori. Nemes firmò un contratto per la squadra dell'Hakoah, all'epoca militante in seconda divisione e caratterizzata dalla forte identità ebraica. Dovette anche accettare di lavorare in banca per superare alcuni problemi burocratici legati al suo tesseramento. Verso la fine dell'anno ricevette però una squalifica per aver firmato un contratto con una squadra austriaca senza sciogliere il precedente che lo vincolava al Ferencvaros, e dovette rimanere lontano dal campo fino al marzo dell'anno seguente. A fine stagione raggiunse con l'Hakoah le semifinali della Coppa d'Austria.
Alla fine del 1920 tornò a militare nel Ferencvaros per una tournée in Svizzera, scegliendo poi di feramrsi in quella nazionale per giocare nel Basilea accanto all'ex compagno Alfréd Schaffer. Dopo un solo mese passato con la squadra venne invitato dall'uomo d'affari tedesco Otto Eidinger ad unirsi a una squadra di calciatori professionisti ungheresi da lui creata che avrebbe girato l'Europa in tour. Anche questa esperienza fu breve e sfortunata: dopo poche settimane abbandonò la squadra assieme ai compagni, lamentando mancati pagamenti. Ricevette inoltre una squalifica da parte della sua Federazione, valida fino all'Aprile del 1921. Per eludere la sanzione si trasferì in Cecoslovacchia, dove giocò un anno per il Maccabi Brno.
Nell'estate del 1921, finito il periodo della squalifica, tornò all'Hakoah, che nel frattempo era stato promosso nella massima serie austriaca. Vi rimase per un quinquennio, diventando uno dei giocatori chiave della squadra. Al suo primo anno terminò la stagione al secondo posto in classifica, due soli punti dietro alla squadra campione. La seconda stagione fu meno positiva quanto a risultati di squadra, con un posizionamento finale a metà classifica, ma Nemes (che in Austria si faceva chiamare Alexander Neufeld) continuò a giocare su buoni livelli e terminò l'annata al terzo posto nella classifica dei marcatori della Bunsedliga con 16 reti. Nella stagione 1924-25, quella dell'arrivo del professionismo nel calcio austriaco, l'Hakoah si laureò campione nazionale. Nel 1925 giocò anche due partite per la Nazionale austriaca di Hugo Meisl.
Nello stesso anno l'Hakoah divenne la prima suqdra straniera a sconfiggere un team inglese che giocava in casa, battendo per 5-1 il West Ham (che schierò però diverse riserve).. Nemes fu decisivo in quell'incontro, segnando una tripletta. Nel 1926 l'Hakoah si recò negli USA per una tournée di grande successo, nella quale disputò dieci partite che vennero visionato in totale da oltre 200.000 spettatori. Diversi suoi giocatori furono contattati da Nat Agar, proprietario dei Brooklyn Wanderers, che offrì loro ottimi ingaggi per rimanere in America a giocare nella sua squadra.
Nemes accettò l'offerta, così come diversi suoi compagni. Dopo un anno tornò all'Hakoah ma la squadra, privata di molti dei suoi migliori talenti, finì per retrocedere in seconda divisione. Nel 1929 tornò allora in America a giocare per l'Hakoah All-Stars, con scui raggiunse il terzo posto in campionato. Nel 1930 giocò una partita per i Fall River F.C., che a fine stagione sarebbero diventati campioni della American Soccer League.
Tornò poi in Europa, dove allenò la squadra austriaca di seconda divisione dell'Hasmonea. Dal 1932 fu al BSK Belgrado, che guidò alla vittoria in campionato nel 1933. Allenò anche altre squadre iugoslave per poi trasferirsi in Israele nel dopoguerra, dove fece parte del locale Comitato Olimpico ed allenò l'Hapoel Tel Aviv.

## Palmarès

### Giocatore

#### Competizioni nazionali
- Campionato austriaco: 1

Hakoah Vienna: 1924-1925
- Campionato jugoslavo: 1

BSK Belgrado: 1932-1933

### Allenatore

#### Competizioni nazionali
- Campionato jugoslavo: 3

BSK Belgrado: 1932-1933, 1934-1935, 1938-1939